# 外星战队
《外星战队》（Mighty Morphin Alien Rangers）是金剛戰士系列的一部电视剧，改编自日本的第十八代超级战队系列《忍者战队隐连者》，剧情上连贯《金剛戰士》的第三季與之后的《西奥战队》。本作的主题曲将前作经典的“Go Go Power Rangers”一句改为“Go Go Alien Rangers”。

## 剧情
怪杰老妖使用毁灭之球逆转了地球的运行，时间因而倒转，戰士们变成了没有超能力的孩子。佐藤向外星战队寻求帮助，外星战队前往地球保卫天使丛林及其他地区的安宁。与此同时，戰士们前往不同时空寻找西奥水晶，当西奥水晶重组时，一切恢复了正常。但刚恢复正常，高达及阿達武士就将指挥中心炸毁，戰士们再次遇到了危机。自此，《外星战队》结束，剧情在下一作《西奥战队》延续。

## 演员

### 主要人物
- Steve Cardenas（英语：Steve Cardenas）、Michael O'Laskey (童年) 饰 洛基·德桑托斯（荷兰语：Rocky DeSantos）（红衣戰士）
- Johnny Yong Bosch（英语：Johnny Yong Bosch）、Matthew Sakimoto (童年) 飾 亞當·帕克（英语：Adam Park）（黑衣戰士）
- David Yost（英语：David Yost）、Justin Timsit (童年) 饰 比利·克兰斯顿（英语：Billy Cranston）（蓝衣戰士）
- Karan Ashley（英语：Karan Ashley）、Sicily Sewell (童年) 飾 依莎（英语：Aisha Campbell）（黃衣戰士）
- Nakia Burrise（英语：Nakia Burrise）、Khanya Mkhize (童年) 飾 唐雅（英语：Tanya Sloan）（新黃衣戰士）
- Catherine Sutherland（英语：Catherine Sutherland）、Julia Jordan (童年) 饰 凯瑟琳·希拉尔德（荷兰语：Katherine Hillard）（粉衣戰士）
- Jason David Frank、Michael R. Gotto (童年) 饰 汤米（英语：Tommy Oliver）（白衣戰士）

- 水柔星戰士
  - Rajia Baroudi 饰 黛爾芬（英语：Aquitian_Rangers#Delphine）（白衣戰士）
  - David Bacon 饰 奧里科（英语：Aquitian_Rangers#Aurico）（紅衣戰士）
  - Karim Prince（英语：Karim Prince） 饰 瑟斯特羅（英语：Aquitian_Rangers#Cestro）（藍衣戰士）
  - Jim Gray 饰 泰德斯（英语：Aquitian_Rangers#Tideus）（黃衣戰士）
  - Alan Palmer 饰 柯庫斯（英语：Aquitian_Rangers#Corcus）（黑衣戰士）

### 友方陣營
- David Fielding 饰 宙威 (Zordon)
- Richard Steven Horvitz（英语：Richard Steven Horvitz） 配音 智多星 (Alpha 5)

### 邪方陣營
- Carla Perez 饰 幽冥女王（英语：Rita Repulsa） (配音：Barbara Goodson)
- Ed Neil（英语：Edwin Neal） 饰 玄冥大帝Lord Zedd（英语：Villains_in_Mighty_Morphin_Power_Rangers#Lord_Zedd） (配音：Robert Axelrod（英语：Robert Axelrod (actor)）)
- Takashi Sakamoto、Kazutoshi Yokoyama（日语：横山一敏）、Danny Wayne Stallcup 饰 天狼將軍Goldar（英语：Villains_in_Mighty_Morphin_Power_Rangers#Goldar） (配音：Kerrigan Mahan)
- Tom Wyner（英语：Tom Wyner） 配音終極魔王Master Vile（英语：Villains_in_Mighty_Morphin_Power_Rangers#Master_Vile）
- Bob Papenbrook（英语：Bob Papenbrook） 配音阿達武士Rito Revolto（英语：Villains_in_Mighty_Morphin_Power_Rangers#Rito_Revolto）
- Takako Iiboshi 饰 魚匠人Finster（英语：Villains_in_Mighty_Morphin_Power_Rangers#Finster） (配音：Robert Axelrod（英语：Robert Axelrod (actor)）)
- Minoru Watanabe（日语：渡辺実 (俳優)） 饰 怪頭陀Squatt（英语：Villains_in_Mighty_Morphin_Power_Rangers#Squatt_and_Baboo） (配音：Michael Sorich)
- Hideaki Kusaka（日语：日下秀昭） 饰 巴布猴Baboo（英语：Villains_in_Mighty_Morphin_Power_Rangers#Squatt_and_Baboo） (配音：Dave Mallow)

### 周邊人物
- Paul Schrier（英语：Paul Schrier）、Cody Slaton(童年) 饰 王天霸 (Farkas Bulkmeier（英语：Bulk and Skull）)
- Jason Narvy（英语：Jason Narvy）、Ross J. Samya(童年) 饰 史骨頭 (Eugene Skullovitch（英语：Bulk and Skull）)
- Richard Genelle（英语：Richard Genelle） 饰 恩尼 (Ernie)
- Royce Herron（英语：Royce Herron） 饰 艾波比女士 (Ms. Appleby)
- Henry Cannon 饰 卡普兰校長 (Mr. Caplan)

## 登場機械
- 外星戰將（Battle Borgs）
  - 白色外星戰將（White Battle Borgs）
  - 紅色外星戰將（Red Battle Borgs）
  - 藍色外星戰將（Blue Battle Borgs）
  - 黃色外星戰將（Yellow Battle Borgs）
  - 黑色外星戰將（Black Battle Borgs）

- 無敵大將軍（Shogun Megazord）
  - 紅猿無敵戰將 （Red Shogunzord）
  - 藍狼無敵戰將 （Blue Shogunzord）
  - 黃熊無敵戰將 （Yellow Shogunzord）
  - 黑蛙無敵戰將 （Black Shogunzord）
  - 白鶴無敵戰將 （White Shogunzord）

## 各集標題
| 集數   | 英文標題                          | 中文標題         |
| ------ | --------------------------------- | ---------------- |
| 第1集  | Alien Rangers of Aquitar, Part I  | 水柔星外星戰士 1 |
| 第2集  | Alien Rangers of Aquitar, Part II | 水柔星外星戰士 2 |
| 第3集  | Climb Every Fountain              | 攀上每處噴泉     |
| 第4集  | The Alien Trap                    | 外星陷阱         |
| 第5集  | Attack of the 60' Bulk            | 60呎王天霸的攻擊 |
| 第6集  | Water You Thinking?               | 你想要水嗎？     |
| 第7集  | Along Came a Spider               | 蜘蛛怪來了       |
| 第8集  | Sowing the Seas of Evil           | 散布邪惡之海域   |
| 第9集  | Hogday Afternoon, Part I          | 貪婪日的午後 1   |
| 第10集 | Hogday Afternoon, Part II         | 貪婪日的午後 2   |